# La fortuna de los Rougon

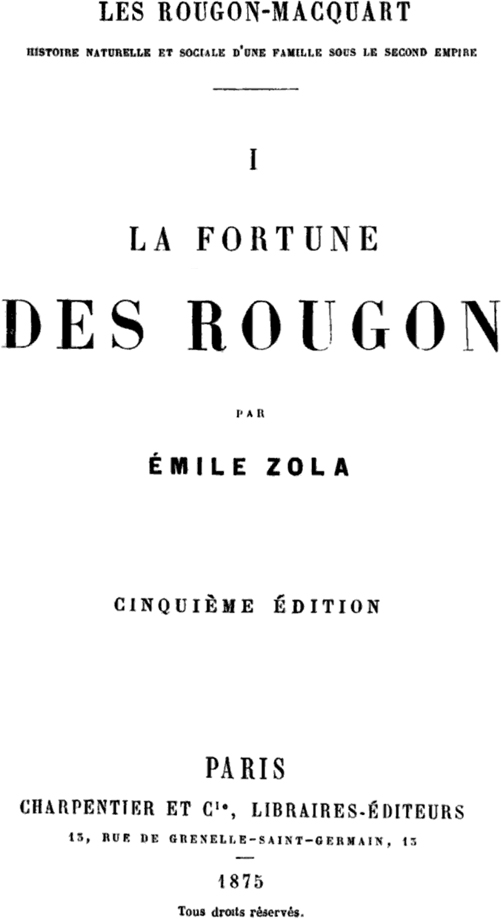
Portada de la novela.

La fortuna de los Rougon (1871) es la primera novela de la serie Les Rougon Macquart, de Émile Zola.

## Génesis
Desde 1868, Zola venía proyectando la redacción de un vasto fresco de la sociedad francesa enmarcado en el seguimiento de la evolución de una familia durante el segundo imperio francés (desde el golpe de Estado de Napoleón III en 1851 hasta la derrota francesa frente a los prusianos en Sedán en 1870). El propio Zola señala en el Prefacio de la primera novela de la serie lo siguiente: "Quiero explicar cómo una familia, un pequeño grupo de seres humanos, se comporta dentro de una sociedad, desarrollándose para dar nacimiento a diez, a veinte individuos que parecen, a primera vista, profundamente diferentes, pero que el análisis los muestra íntimamente ligados unos con otros. La herencia tiene sus leyes, igual que la gravedad". 
Para ello se basará en una familia formada por dos ramas muy distintas: los Rougon y los Macquart. Los primeros son unos ambiciosos comerciantes de provincias, algunos de los cuales llegarán a convertirse en personajes influyentes del II Imperio. En cambio, los Macquart son una rama de contrabandistas sometidos al influjo del alcohol.
La fortuna de los Rougon comenzó a publicarse por entregas en el periódico "Le Siècle" (El Siglo) en junio de 1870 y apareció en volumen en octubre de 1871.

## Argumento
La historia comienza con Adelaida Touque, hija de campesinos acomodados, que vive en una ciudad de la región de Provenza llamada Plassans (trasunto de Aix-en-Provence y de Lorgues). Adelaida se casa con un jardinero empleado de la familia, Rougon, con quien tiene un hijo, Pierre. Viuda muy joven, se convierte (ante la incredulidad y el rechazo de la sociedad de su entorno) en la amante de un cazador furtivo y contrabandista, Macquart, con el que tendrrá dos hijos bastardos, Úrsula y Antonio. A la muerte de su amante, Adelaida caerá en una especie de abandono y semilocura.
El hijo mayor de Adelaida, Pierre, que va a personificar la ambición y el ansia de poder, reniega de su condición de campesino y se convierte en un pequeño comerciante burgués gracias al matrimonio interesado con Felicidad Puech. Ambos conspirarán para hacerse con el poder en Plassans con ocasión del golpe de Estado de Napoleón III que acaba con la Segunda República Francesa e instaura el llamado II Imperio.
De la hija bastarda, Úrsula, se cuenta poco en la novela: se casa con un carpintero, Mouret, y la pareja vive en Marsella. Un hijo de Úrsula, Silverio, regresará a Plassans, vivirá con su abuela Adelaida y será el héroe de una emotiva historia de amor con Miette, una campesina pobre y sin familia. Los dos muchachos idealistas morirán defendiendo la república contra los soldados de Napoleón III. Esta historia entre Silverio y Miette será un oasis de pureza e inocencia entre personajes dominados por pasiones egoístas.
El hijo menor de Adelaida, Antonio, vuelve a Plassans después de haber hecho el servicio miliar e intenta en vano que su hermanastro mayor, Pierre, le entregue el dinero que le corresponde. Por esa enemistad se convierte en fervoroso (pero, a la vez, interesado) republicano, aunque al final de la novela, por dinero, traiciona su causa y contribuye al triunfo de Pierre. Antonio es perezoso, vago y, sobre todo, alcohólico como lo había sido su padre.
En la novela intervienen también los tres hijos del matrimonio Pierre Rougon y Felicidad Puech: Eugenio, conspirador en París a favor de Napoleón III; Pascal, médico y científico, que vive en Plassans ajeno a las ambiciones familiares; y Arístides, resentido y maniobrero, que, ya en París, será el protagonista principal de la siguiente novela de la serie La jauría.

## Significación
La fortuna de los Rougon es la novela generadora de toda la serie. Bastantes de los personajes que solo aparecen aquí citados se convertirán en los protagonistas de las novelas siguientes. En la novela aparecerán ya retratados los prototipos de las dos tendencias dominantes en la familia: de los Rougon se destaca la ambición, el afán de poder, la codicia por el dinero, la ausencia de cualquier tipo de solidaridad humana. En cuanto a los Macquart, también son visibles sus caracteres familiares: la pereza, el despotismo sobre los débiles, el resentimiento y el alcoholismo, verdadera señal de identidad de esa rama.
Pero no debemos ver esta novela solo como un retrato de familia. Zola se sirve de estos y otros personajes para ofrecernos una crítica acusadora de los vicios que definen el II Imperio: Napoleón llega al poder traicionando a los suyos, el dinero y la especulación se convierten en los pilares de una sociedad injusta y desigual y, finalmente, los ideales sucumben siempre ante al interés y el engaño.

## Recepción en España
La primera edición española de esta novela es de 1886, en la Biblioteca "El Cosmos Editorial" con traducción de Juan de la Cerda en dos tomos. También hay traducciones sin año de F.P.B en diversas editoriales. De los años 60 del siglo pasado es la traducción que hizo Mariano García Sanz para la editorial barcelonesa Lorenzana. La traducción más asequible hoy día es la que Esther Benítez realizó para Alianza Editorial de toda la serie. Esta misma traducción se puede leer también en la colección "Alba Maior", de la editorial Alba, en un tomo junto a la segunda novela de la serie.